# クチュ
クチュ（モンゴル語: Küčü、中国語: 闊出、? - 1236年）は、チンギス・カンの子のオゴデイの息子で、モンゴル帝国の皇族。父のオゴデイ・カアンからは後継者に指名されており、南宋遠征の総司令官に抜擢されたが、オゴデイの存命中に急死した。『元史』などの漢文史料では闊出、『集史』などのペルシア語史料ではکوچوKūchūと記される。書籍によってはグチュとも日本語表記される。

## 概要
『集史』「オゴデイ・カアン紀」によるとクチュはオゴデイ・カアンの息子の中でも非常に賢明であったため、オゴデイはクチュを後継者に指名したという。そのため、クチュは史料上に「クチュ太子（闊出太子）」として記されるようになる。また、オゴデイ存命中に既にクチュのウルスは成立しており、その遊牧地は夏営地が襄垣県、冬営地が懐安県の万全にあったと推測されている。
オゴデイ・カアンは自らの指揮する金朝征服を成功させると、1235年に改めてクリルタイでバトゥを総司令とするヨーロッパ遠征と、クチュを総司令とする東アジア遠征の二大遠征を企画した。クチュ率いる南宋遠征軍には王族としてはトルイ家のクトクトゥやベルグテイ王家のクウン・ブカらが、モンゴル人将軍にはジャライル部国王ムカリ家のスグンチャク、タングート人のチャガン、同じくジャライル出身のアラカン、カルルク出身のテメチ、また漢人としては李楨・楊惟中・張柔・李邦瑞らが、女真人には高鬧児がいた。
クチュ率いる遠征軍は湖北方面へと侵攻し、棗陽や襄陽・鄧城・郢州といった湖北の諸城を攻略し、趙復らの人材を傘下に収めた。しかし遠征開始から僅か1年後、1236年冬にクチュは急死してしまった。総司令を失ったモンゴル軍は混乱し、クウン・ブカやチャガンが代わりに指揮をとったものの、南宋の名将孟珙の活躍もあってモンゴルは占領した大部分の土地を南宋に奪い返されてしまった。
クチュを失ったオゴデイはやむなくクチュの子のシレムンを後継者としたものの、オゴデイが亡くなった時にはシレムンは若すぎ、ドレゲネらオゴデイ家の者はシレムンではなくオゴデイの庶長子のグユクをカンに推戴した。グユクが亡くなった後、オゴデイ家ではなくトルイ家のモンケがカアンに即位すると、これに不満を懐いたシレムンらはクーデターを計画したものの、事前に露見しシレムンらは捕らえられてしまい、権臣のヤラワチの進言で、シレムンらは皮袋に覆われて、川に放り込まれて処刑された。このため、クチュ家の財産は末子のソセに受け継がれた。

## クチュ・ウルス
オゴデイの治世下において、オゴデイの諸子の内年長の3人の息子（グユク、コデン、クチュ）は遠征軍の司令官を務めていた。この内グユク、コデンについては独自のウルスを形成した記録が存在するが、クチュのウルスに関しては不明な点が多い。しかし、同じような立場のグユク、コデンに独自のウルスがありながらクチュにのみないのは不自然なこと、ウルスを有する者にのみなされる華北投下領の分発が行われていることなどから、やはりクチュも独自のウルスを形成していたと考えられている。
クチュ・ウルスの位置については、潞州にクチュの避暑楼（＝夏営地）が建設されたという記録が存在すること、懐安県から現在の山西省を縦断するルートにクチュ専用の軍事駅伝道が整備されたことなどから、潞州を中心とする現在の山西省南部一帯に置かれていたと見られる。

## クチュ王家
- オゴデイ・カアン(Ögödei Qa'an ＞窩闊台,اوگتاى قاآن/Ūgtāī Qā'ān)
  - クチュ太子(Küčü ＞闊出/kuòchū,کوچو/Kūchū)
    - シレムン太子(Širemün ＞昔列門/xīlièmén,شيرامون/Shīrāmūn)
      - ブラドチ大王(Buladči ＞孛羅赤/bóluochì,بولاوجی/Būlādchī)
        - クンジ(Qunǰi ＞قونجیQūnjī)
        - 靖遠王カダイ(Qadai ＞哈歹/hādǎi,قادای/Qādāī)
        - 襄寧王アルグイ(Aluγui ＞阿魯灰/ālǔhuī,القوی/Ālghūī)
        - サドル(Sadur ＞سادور/Sādūr)

    - ブラドチ大王(Buladči ＞孛羅赤/bóluochì,بولاوجی/Būlādchī)
    - ソセ大王(Söse ＞小薛/xiǎoxuē,سوسه/Sūse)